# Penola Strait
Die Penola Strait (englisch, spanisch Estrecho Penola) ist eine 17,5 km lange und 3 km breite Meerenge vor der Danco-Küste des Grahamlands auf der Antarktischen Halbinsel. Sie trennt die Festlandküste von den Argentinischen Inseln, der Petermann-Insel und der Krogmanninsel.
Erstmals durchfahren wurde sie am 12. Februar 1898 durch Teilnehmer der Belgica-Expedition (1897–1899) des belgischen Polarforschers Adrien de Gerlache de Gomery. Der australische Polarforscher John Rymill benannte sie nach der Penola, einem der zwei Forschungsschiffe bei der British Graham Land Expedition (1934–1937).